# Humeral

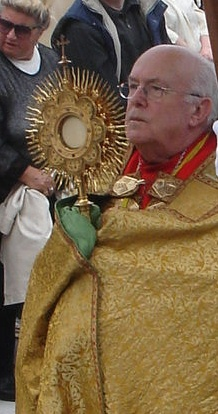
El cardenal Godfried Danneels toma la custodia con el humeral.

El humeral, también llamado velo humeral o paño de hombros es un paño de aproximadamente 2 metros de largo por 50 cm de ancho, que el sacerdote usa sobre los hombros y espalda para portar el Santísimo Sacramento al bendecir con Él, o para llevarlo en procesión. Suele ser blanco o dorado, y ricamente bordado. En las misas pontificales, los acólitos suelen usar humerales, uno para llevar la mitra y otro para llevar el báculo del obispo. En la misa solemne del rito extraordinario es utilizado de acuerdo al color litúrgico y con él se cubre el cáliz hasta el ofertorio. El subdiácono toma el velo y con el traslada el cáliz al altar para después esconder la patena entre el velo hasta poco antes de la consagración.
También se lo puede usar para llevar las reliquias de la Pasión de Cristo, siendo el color rojo el indicado en la tela. Las reliquias de santos no pueden tomarse con humeral.